# Polytrichophora setulosa
Polytrichophora setulosa är en tvåvingeart som först beskrevs av Cresson 1918.  Polytrichophora setulosa ingår i släktet Polytrichophora och familjen vattenflugor. Inga underarter finns listade i Catalogue of Life.